# The Club
「The Club」（ザ・クラブ）は韓国のダンスボーカルグループ、天上智喜の2枚目のシングル。2006年3月8日に発売。

## 解説
- 前作から、2ヶ月ぶりのリリース
- The Clubでは、SEAMOとのコラボレーション曲。
- What U Wantは、メンバーのステファニーをフィーチャーしている。
- DVD付の初回限定盤は現在入手困難である。

## 収録

### CD
1. The ClubFeat.SEAMO
2. What U Want
3. The Club(instrumental)
4. What U Want(instrumental)

### DVD(初回限定盤のみ)
1. The Club(MUSIC VIDEO)
2. MUSIC VIDEO Making&Off shot

## 仕様
- CD+DVD(RZCD-45332/B)
- CD ONLY(RZCD-45333)